# Noyant-et-Aconin
Noyant-et-Aconin és un municipi francès situat al departament de l'Aisne i a la regió dels Alts de França. L'any 2007 tenia 465 habitants.

## Demografia

### Població
El 2007 la població de fet de Noyant-et-Aconin era de 465 persones. Hi havia 164 famílies de les quals 24 eren unipersonals (12 homes vivint sols i 12 dones vivint soles), 56 parelles sense fills, 72 parelles amb fills i 12 famílies monoparentals amb fills.
La població ha evolucionat segons el següent gràfic:
Habitants censats

### Habitatges
El 2007 hi havia 186 habitatges, 172 eren l'habitatge principal de la família, 3 eren segones residències i 11 estaven desocupats. Tots els 186 habitatges eren cases. Dels 172 habitatges principals, 146 estaven ocupats pels seus propietaris, 25 estaven llogats i ocupats pels llogaters i 1 estava cedit a títol gratuït; 4 tenien dues cambres, 25 en tenien tres, 59 en tenien quatre i 84 en tenien cinc o més. 136 habitatges disposaven pel capbaix d'una plaça de pàrquing. A 76 habitatges hi havia un automòbil i a 86 n'hi havia dos o més.

### Piràmide de població
La piràmide de població per edats i sexe el 2009 era:
| Homes | Edats   | Dones |
| ----- | ------- | ----- |
| 0     | 95 o +  | 0     |
| 0     | 90 a 94 | 0     |
| 0     | 85 a 89 | 8     |
| 0     | 80 a 84 | 0     |
| 8     | 75 a 79 | 4     |
| 16    | 70 a 74 | 12    |
| 8     | 65 a 69 | 24    |
| 8     | 60 a 64 | 4     |
| 12    | 55 a 59 | 8     |
| 32    | 50 a 54 | 36    |
| 4     | 45 a 49 | 24    |
| 32    | 40 a 44 | 16    |
| 4     | 35 a 39 | 20    |
| 20    | 30 a 34 | 4     |
| 16    | 25 a 29 | 16    |
| 24    | 20 a 24 | 12    |
| 16    | 15 a 19 | 16    |
| 32    | 10 a 14 | 12    |
| 4     | 5 a 9   | 12    |
| 16    | 0 a 4   | 0     |

## Economia
El 2007 la població en edat de treballar era de 313 persones, 231 eren actives i 82 eren inactives. De les 231 persones actives 219 estaven ocupades (116 homes i 103 dones) i 12 estaven aturades (6 homes i 6 dones). De les 82 persones inactives 24 estaven jubilades, 30 estaven estudiant i 28 estaven classificades com a «altres inactius».

### Ingressos
El 2009 a Noyant-et-Aconin hi havia 179 unitats fiscals que integraven 507 persones, la mediana anual d'ingressos fiscals per persona era de 19.244 €.

### Activitats econòmiques
Dels 11 establiments que hi havia el 2007, 1 era d'una empresa extractiva, 1 d'una empresa de fabricació de material elèctric, 2 d'empreses de fabricació d'altres productes industrials, 2 d'empreses de construcció, 2 d'empreses de comerç i reparació d'automòbils, 1 d'una empresa de transport, 1 d'una empresa d'hostatgeria i restauració i 1 d'una empresa financera.
Dels 2 establiments de servei als particulars que hi havia el 2009, 1 era una fusteria i 1 electricista.

## Equipaments sanitaris i escolars
El 2009 hi havia una escola elemental integrada dins d'un grup escolar amb les comunes properes formant una escola dispersa.

## Poblacions més properes
El següent diagrama mostra les poblacions més properes.